# Йонийски съюз
Йонийският съюз (на гръцки: κοινὸν Ἰώνων) е древногръцки съюз от средата на 7 в. пр.н.е., съставен от дванадесет полиса в Йония. Обединени са на религиозна основа поради общата им почит към светилището на Посейдон Хеликонийски на нос Микале, близо до Милет, което се наричало Панйонион.
Херодот изброява следните членове на съюза
- Милет, Миус и Приен, всички от Кария (регион в Мала Азия) и говорещи на един и същ диалект;
- Ефес, Колофон, Лебедос, Теос, Клазомена и Фокея в Лидия и Йония (също в Мала Азия, като Лидия се простира много по-навътре в континента), говорещи на друг диалект;
- Хиос (остров) и Еритрея (Мала Азия), с общ диалект;
- Самос (остров), със собствен диалект.

След 650 г. пр.н.е. Смирна, която е от Еолия, също се присъединява към съюза.
Един от най-ранните исторически извори, „История“ на Херодот, както и други надписи, наричат това образование, което днес наричаме „съюз“ просто „йонийци“ като се подразбират градовете-членове. По-късни писатели през елинистическия период използват термина koinon („общо нещо“) или synodos („синод“) на йонийците, и го прилагат анахронично към по-старото образование, което е по-скоро амфиктиония.
Съюзът на няколко пъти се разпуска и събира отново и действителната му власт варира в големи граници. След идването на римляните дори получава разрешение да сече свои собствени монети с надпис koinon Iōnōn от едната страна и с образа на римския император от другата.